# 朱器墭
唐裕王朱器墭（16世纪？—1629年），唐端王朱碩熿之庶長子。

## 生平
朱器墭在萬曆二十二年（1594年）被封為世子。後來父亲朱碩熿迷恋于妾妃，欲立妾妃所生次子为世子，再加上朱器墭嘴上长瘤（唇瘤）。便借故将其囚于承奉司，因朱碩熿生母反對不敢公開誅殺。崇祯二年二月，疑似被其弟福山王朱器塽、安阳王朱器埈毒死。
朱碩熿在同年末去世，朱器墭兒子朱聿鍵繼承為唐王，追封朱器墭為唐王，諡號唐裕王。1645年，朱聿鍵稱帝後，追尊朱器墭為宣皇帝。

## 家庭

### 王妃
- 皇后張氏，追尊[4]
- 宣皇后毛氏，朱聿鍵生母，1645年追尊[4][3]
- 光華陳妃

### 子女

#### 子
1. 隆武帝 朱聿鍵（南明紹宗）
2. 唐愍王 朱聿鏼
3. 紹武帝 朱聿𨮁
4. 唐王 朱聿鍔
5. 陳閔王 朱聿𨧨